# Kościół św. Antoniego Padewskiego w Łagowie
Kościół pw. św. Antoniego Padewskiego w Łagowie – zabytkowy kościół wybudowany w miejscowości Łagów (województwo dolnośląskie).
Kościół filialny zbudowany w XIII wieku, przebudowany na przełomie XVIII/XIX w. Na ścianie  kaplicy nagrobnej, zaraz przy dachu kartusze  z herbami szlacheckimi (od lewej) von: Klette, Schütz, Ender, Hoffmann. Przy kościele zabytkowy cmentarz ewangelicki, obecnie rzymskokatolicki z przełomu XVIII/XIX w. W murze cmentarza fronton nagrobka zawierający kartusz z herbem Geissler.

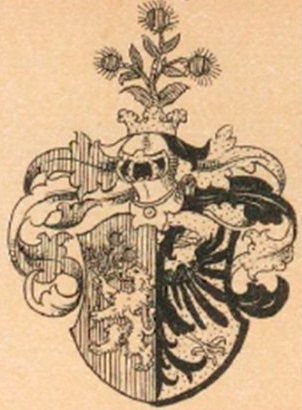
Klette
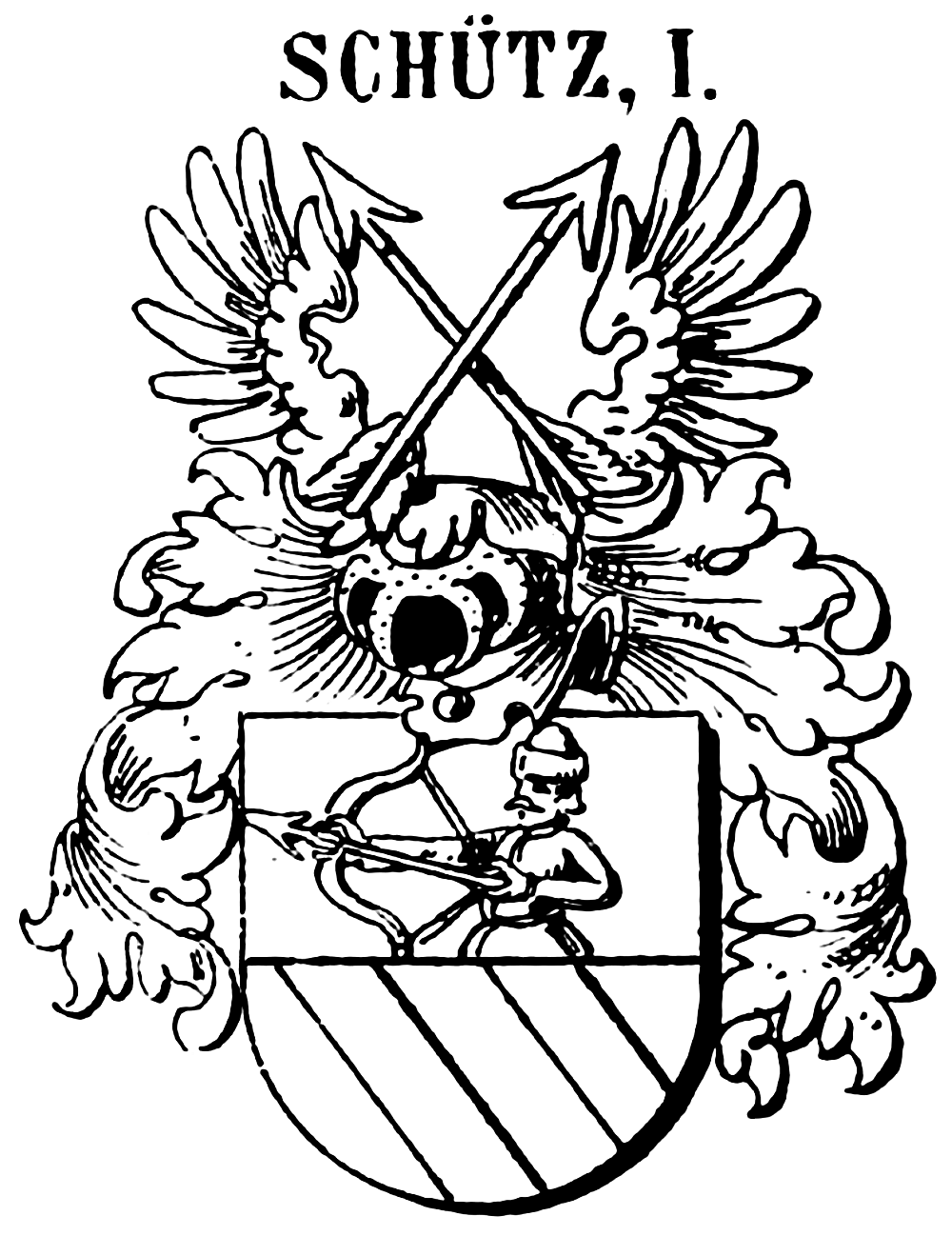
Schütz (łuk)
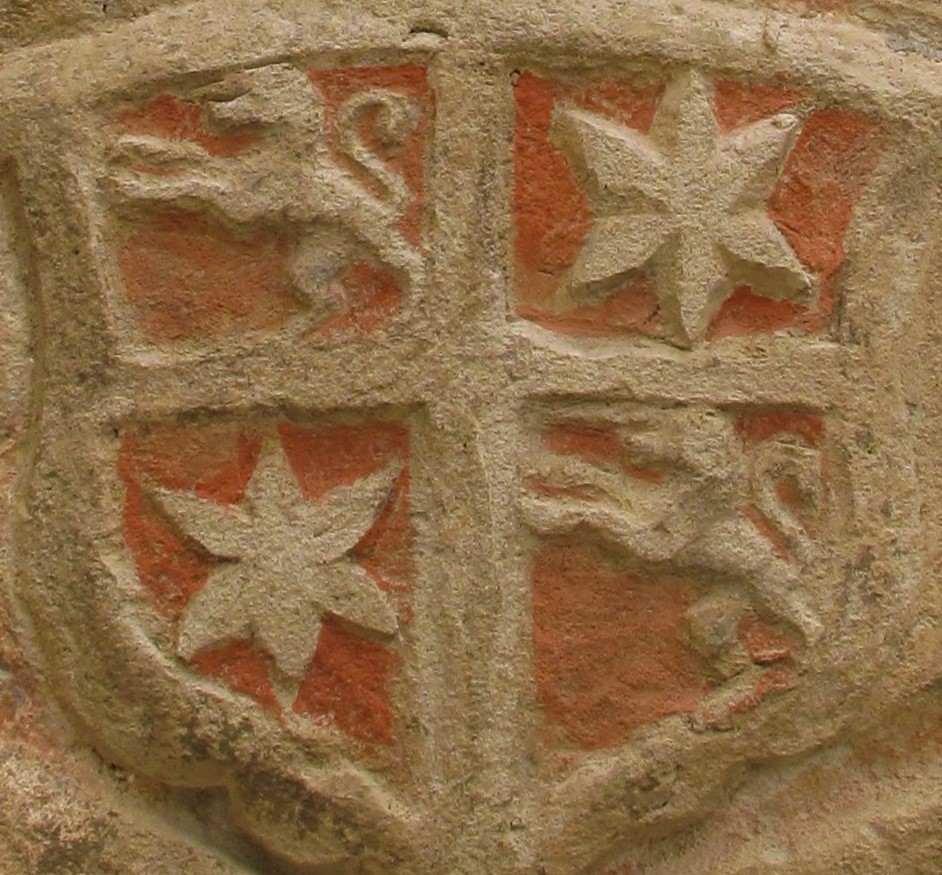
Ender
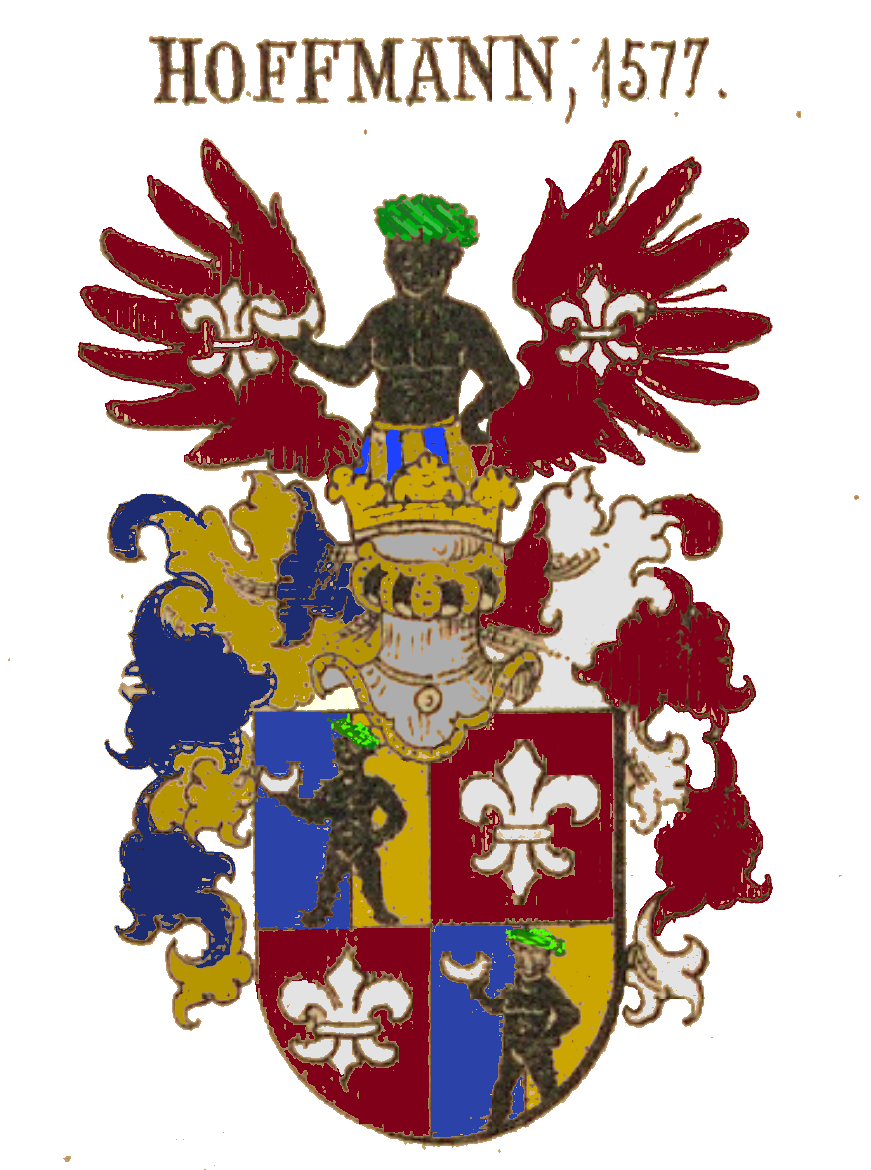
Hoffmann
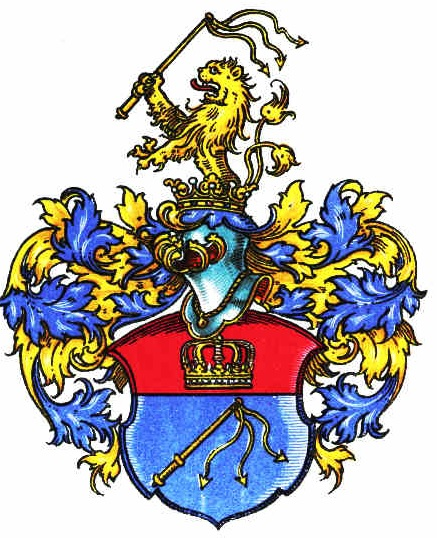
Geissler